# Juho Rankinen
Juho Rankinen (Ranginen, Iso-Ranginen), född 30 augusti 1851, död 3 augusti 1884 i lungsot, finsk psalmdiktare och författare.
Rankinen var son till en hemmansägare i byn Luohua, som ligger i Siikajoki kommun i Norra Österbotten. Han var en flitig skribent i ortens och omnejdens tidningar 1875-1882. Han kritiserade skarpt laestadianismen, tills han helt plötsligt skrev en artikel med namnet "Bekännelsen" daterad 16.3.1880 i vilken han berättade om sin bättring (omvändelse). Härefter skrev han flitigt andliga dikter och sånger.
Under hans korta livstid hann han publicera fem sånghäften:
- Matka Siioniin (Resa till Sion)
- Kaksi Hengellistä Laulua (Två Andliga Sånger): De Ungas Psalm och De Troendes Frihet i Kristus
- Kuoleman Owella (Vid Dödens Port), en sorglig berättelse om en mans död
- Hengellisiä Lauluja (Andliga Sånger); Att få syndernas förlåtelse och Uppmaning till Tacksägelse
- Jumalan lasten Matka-Lauluja I (Guds barns Färdsånger), som innehöll 18 sånger.

I Norsk salmebok 2013 finns två psalmer, son han har skrivit, psalmer 348, Armon lapset kaikki täällä (på kvensk), Born av nåden, høyr no alle (på norska) och 491 Jeesuksen veljet ja sisaret (på kvensk), Hver Jesu bror og søster (på norska)